# Мчедлишвили, Арчил Алексеевич
Арчил Алексеевич Мчедлишвили (род. 1908 год — дата смерти неизвестна) — бригадир рабочих Тбилисского мясокомбината Министерства мясной и молочной промышленности Грузинской ССР. Герой Социалистического Труда (1971).
В 1970 году досрочно выполнил плановые производственные задания Восьмой пятилетки (1965—1970). Указом Президиума Верховного Совета СССР от 26 апреля 1971 года «за выдающиеся успехи, достигнутые в развитии мясной и молочной промышленности» удостоен звания Героя Социалистического Труда с вручением ордена Ленина и золотой медали Серп и Молот.
Дата смерти не установлена.